# Kivimetsän Druidi
Kivimetsän Druidi – fińska grupa folk metalowa założona w 2002 w Kouvola w Finlandii. "Kivimetsän Druidi" w języku fińskim znaczy "druid Kamiennego Lasu".

## Historia zespołu
Zespół został założony przez dwóch braci, Joni Koskinena oraz Antti Koskinena. Największy wpływ na muzyków miała grupa Moonsorrow. Od 2004 roku zespół posiadał siedmiu członków. W 2005 Ville Ryöti zastąpił poprzedniego perkusistę Jani Rämä. Pod koniec 2006 roku Lukas (keyboard) i Ville (perkusja) zdecydowali się opuścić zespół dla innych zainteresowań. W tym czasie do zespołu dołączyła nowa wokalistka, Jenni Onishko, która zastąpiła Annike Laaksonen. Po kilku miesiącach poszukiwań grupa znalazła Atte Marttinena – nowego perkusistę. W międzyczasie, na początku 2007, basista Jouni Riihelä został zmieniony na Simo Lehtonena. Ostatnia zmiana składu nastąpiła w 2008 – przed nagraniem pierwszego albumu długogrającego – kiedy to zespół opuściła wokalistka Jenni Onishko i została zastąpiona przez Leeni-Maria Hovil. W takim składzie grupa istnieje do dziś. Teksty zespołu oparte są na fantastycznej powieści pisanej przez Joni Koskinena. Akcja powieści rozgrywa się w wymyślonych przez niego, Krainie Kryształowej Góry oraz w Kamiennym Lesie.

## Muzycy

### Aktualni członkowie
- Leeni-Maria Hovil – śpiew (2008–)
- Joni Koskinen – growl, gitara prowadząca (2002–)
- Antti Koskinen – keyboard (2002–)
- Antti Rinkinen – gitara elektryczna (2004–)
- Simo Lehtonen – gitara basowa (2007–)
- Atte Marttinen – perkusja (2007–)[2]

### Byli członkowie
- Ville Ryöti – perkusja (2005–2007)
- Jani Rämä – perkusja (2004–2005)
- Jouni Riihelä – gitara basowa (2004–2006)
- Annika Laaksonen – śpiew (2004–2006)
- Jenni Onishko – śpiew (2006–2008)
- Lukas Pearsall – keyboard (2004–2007)

## Dyskografia

### Płyty studyjne
- Shadowheart (2008)
- Betrayal, Justice, Revenge (2010)

### Minialbumy
- Taottu (2008)
- Mustan Valtikan Aika (2006)

### Dema
- Kristallivuoren Maa (2003)
- Taival (2004)
- The New Chapter (2007)[2]